# Kaitummeer
Het Kaitummeer is een langgerekt merengebied in het noorden van Zweden, in de gemeente Gällivare. Het totale meer is ongeveer 35 km lang en maar een kilometer breed. Het kan het best gezien worden als een verbreding aan het begin van de Kaitum. Het merengebied bestaat uit drie afzonderlijk benoemde meren, van west naar oost: Padje Kaitumjaure, Kaska Kaitumjaure en Vuolep Kaitumjaure. Het verloop is ongeveer 10 meter. De meren liggen op een hoogte van ongeveer 580 meter in het Sjaunja Natuurreservaat. De coördinaten zijn van het Kaska Kaitumjaure.
Aan het meer ligt geen enkel dorp of weg. Aan de oostzijde van het merengebied is er alleen het Tjuornajåkk, dat aan het overgangsmeer Tjåkkalsjaure ligt en als start-, rust- en eindpunt van wandelingen in het gebied dient.